# József Tóbiás
József Tóbiás (nacido el 15 de julio de 1970) es un político húngaro que fue presidente del Partido Socialista húngaro (MSZP) del 19 de julio de 2014 hasta el 25 de junio de 2016. Ha sido miembro del parlamento desde 1998.

## Carrera
Nació en Kisvárda el 15 de julio de 1970. Finalizó sus estudios primarios en Dombrád. Realizó su examen final en la Escuela Técnica de Construcción e Hidráulica Vásárhelyi Pál de Nyíregyháza en 1988. Tras graduarse, comenzó a trabajar en la gestión local de ingeniería hidráulica. Desde 1991, trabajó para la compañía de embalajes Dunapack.

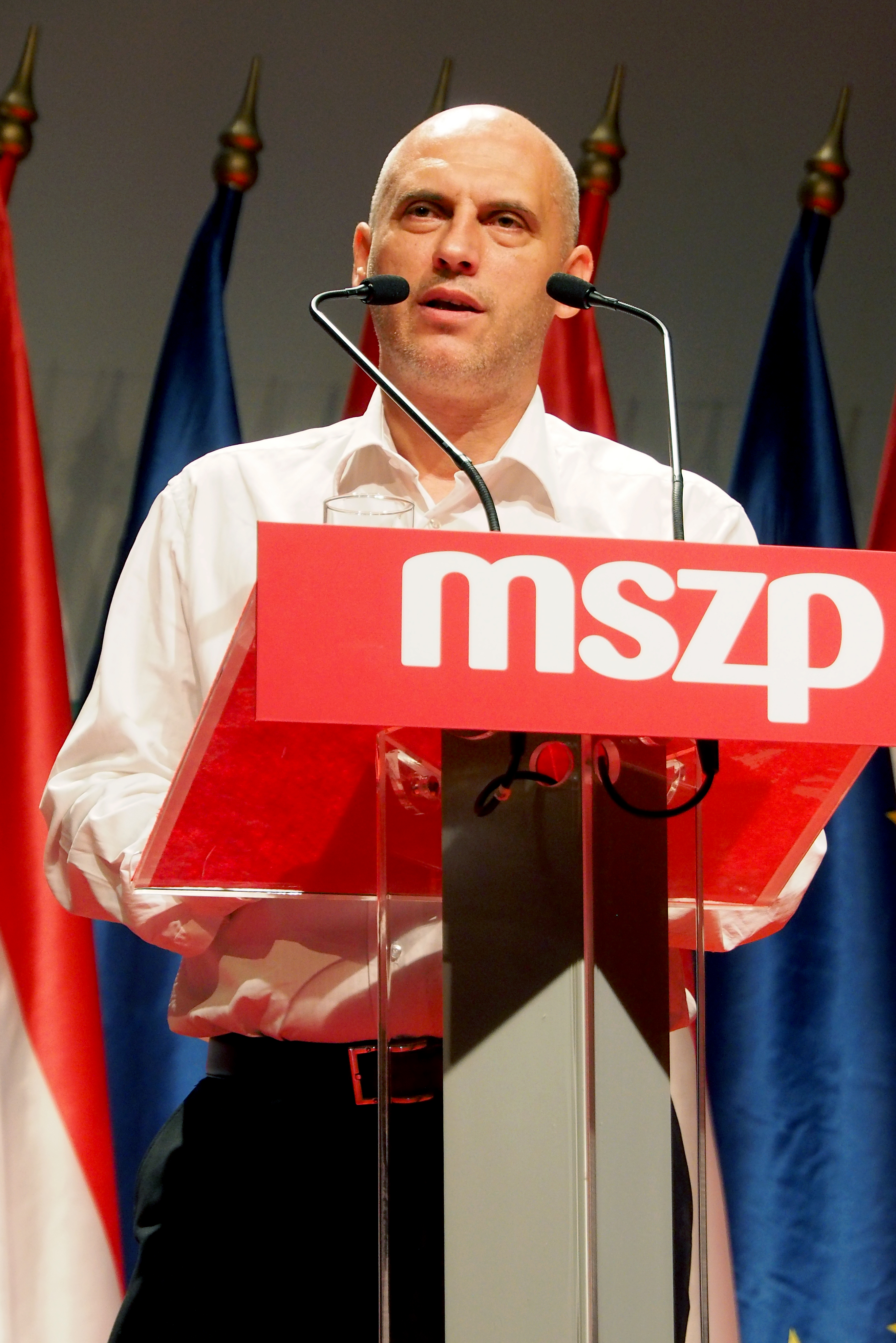
Tóbiás como presidente electo del MSZP

Comenzó a involucrarse en la política como miembro de la Asociación de Juventud Izquierdista (BIT), que tenía vínculos cercanos con el Partido Socialista Húngaro (MSZP). En 1992, fue elegido al presidium de la organización. Ejerció como vicepresidente desde 1995, luego como presidente del BIT desde 1997. En esta capacidad participó en las elecciones parlamentarias de 1998, cuándo su nombre fue añadido a la lista nacional del MSZP. Tóbiás consiguió un escaño parlamentario y pasó a ser miembro del Comité de la Juventud y los Deportes y el Comité en Organizaciones Sociales. Se unió a ese mismo partido al año siguiente.
En 1999, el BIT fue reorganizado y transformado a Izquierda Juvenil (FIB). Tóbiás fue elegido dirigente de la nueva organización, que pasó a ser el ala oficial de las juventudes del Partido Socialista. Mantuvo el cargo hasta el 2002, mientras tanto era elegido al presidium del MSZP en 2000. Aseguró un nuevo mandato en la lista nacional del partido en las elecciones parlamentarias del 2002. Ese mismo año fue nombrado director de partido del MSZP. Se graduó en la Facultad de Recursos Humanos y Educación de Adultos de la Universidad de Pécs en 2005, obteniendo un título de negocios de recursos humanos. Fue parlamentario del partido en la lista regional del condado de Pest, en las elecciones parlamentarias del 2006. Fue nombrado dirigente de la banca parlamentaria de diputados del MSZP en 2008. Tras las elecciones parlamentarias de 2010, pasó a ser socio y partidario del presidente del partido Attila Mesterházy.
Tóbiás fue elegido presidente del Partido Socialista húngaro el 19 de julio de 2014 tras la renuncia de Mesterházy después de la aplastante derrota en las elecciones parlamentarias de 2014 y elecciones de la Eurocámara. También se convirtió en dirigente del grupo parlamentario en septiembre del mismo año. Durante su liderazgo, el Partido Socialista ganó una elección parlamentaria (2014) y una importante elección a alcalde (Salgótarján), sin embargo el partido fue empujado hacia atrás de forma permanente al tercer lugar por el partido ultraderechista Jobbik, según las encuestas de opinión. Tóbiás no apoyó la cooperación total y la unificación de los partidos de oposición de izquierda en contra de Viktor Orbán Fidesz. Durante el congreso del MSZP en junio de 2016,  fue derrotado por Gyula Molnár, un exdiputado socialista y alcalde, quién fue su sucesor como presidente de partido.

## Vida privada
Tóbiás está casado con la exmodelo, reina de belleza y actriz Tímea Rába. Tienen dos hijos, Nina (nacida en 2003) y Noel (nacido en 2008). Tímea Rába también tiene un hijo de su matrimonio anterior: Márk (nacido en 1994). Viven en Érd desde el 2003.